# Nicolás Cotugno
Nicolás Domingo Cotugno Fanizzi S.D.B., (21 de septiembre de 1938, Sesto San Giovanni, Milán, Italia) es un exobispo de Melo y VI arzobispo de Montevideo, Uruguay, y ex arzobispo metropolitano.

## Biografía
Hace sus primeros votos religiosos en la Congregación Salesiana en Italia, en 1957, continuando con estudios de filosofía y teología. En 1961 es enviado como misionero a Uruguay. En 1964 es trasladado a Chile, donde, culminado su bachillerato en teología, es ordenado sacerdote el 26 de julio de 1967. De allí se traslada a Bélgica, donde estudia en la Universidad de Lovaina, para luego obtener su doctorado en teología dogmática en la Pontificia Universidad Gregoriana en Roma.
Regresa a Uruguay en 1971.
Después de desempeñar varios servicios en la Congregación Salesiana y de ejercer la docencia en el Instituto Teológico del Uruguay, en 1996 es consagrado Obispo de Melo, sucediendo a Roberto Cáceres González.
En 1998 es nombrado Arzobispo de Montevideo. 
Al iniciarse la presidencia de Jorge Batlle, Cotugno se reunió con él; en dicha reunión se acordó que Cotugno presidiría la Comisión para la Paz. Luego por contraposición de la oposición, se le otorgó el encargo de investigar el paradero de desaparecidos durante la dictadura cívico-militar uruguaya entre 1973-1985.
En septiembre de 2013 presentó su renuncia al papa Francisco, por razones de edad.

## 1.er. saludo a la arquidiócesis de Montevideo
“A todos mis hermanos y hermanas de la Arquidiócesis de Montevideo: 
Reciban el saludo más cordial de quien el Señor ha puesto al frente de su pueblo como amigo y Pastor. 
Quiero expresarles mi total disponibilidad para entregar mi vida al servicio de cada uno de ustedes, sobre todo de los más pequeños y marginados. 
Me pongo a total disposición de nuestra Iglesia para que siguiendo el proyecto pastoral San Felipe y Santiago, seamos un pueblo de testigos cada vez más solidarios y fraternos, corresponsables y misioneros. Que María, La Virgen de los Treinta y Tres, nos  auxilie y nos acompañe siempre 
Los bendigo de todo corazón."
+ Nicolás Cotugno, sdb. 
Arzobispo Electo de Montevideo. 
Montevideo, 4 de diciembre de 1998.